# Luigi Giuliani
Pour les articles homonymes, voir Giuliani.
Luigi Giuliani, né à San Giuliano Terme le 18 juillet 1940 et mort à Rome le 21 décembre 2018, est un acteur italien.

## Biographie
Luigi Giuliani est actif au cinéma entre 1961 et 1966.
À ce moment, il abandonne les scènes pour se concentrer sur la mode, devenant l'associé de Giorgio Armani.

## Filmographie partielle
- 1961 : Quelle joie de vivre ( revive) de René Clément
- 1961 : Pesci d'oro e bikini d'argento de Carlo Veo
- 1962 : La Loterie (La riffa), épisode de Boccaccio '70, de Vittorio De Sica
- 1962 : L'Île des amours interdites (L'isola di Arturo) de Damiano Damiani
- 1962 : L'Espionne de Madrid (La reina del Chantecler) de Rafael Gil : Santi de Alcibar
- 1962 : Carmen 63 (Carmen di Trastevere) de Carmine Gallone
- 1963 : Adultero lui, adultera lei de Raffaello Matarazzo
- 1963 : L'Ennui et sa diversion, l'érotisme (La noia) de Damiano Damiani
- 1964 : Les Cinq Dernières Minutes : Fenêtre sur jardin de Claude Loursais - série télévisée
- 1965 : Más bonita que ninguna de Luis César Amadori
- 1965 : El arte de vivir de Julio Diamante
- 1966 : La Vengeance de Sol Lester (La venganza de Clark Harrison) de José Luis Madrid : Sol Lester
- 1988 : Les Indifférents (Gli indifferenti) - feuilleton télévisé